# Acrosomoides
Acrosomoides is een geslacht van spinnen uit de  familie van de wielwebspinnen (Araneidae).

## Soorten
- Acrosomoides acrosomoides (O. P.-Cambridge, 1879)
- Acrosomoides linnaei (Walckenaer, 1841)
- Acrosomoides tetraedrus (Walckenaer, 1841)